# Paweł Abramski
Paweł Stanisław Abramski (* 20. Februar 1947 in Warschau) ist ein polnischer Politiker (KLD, UW, SKL, AWS, WiS). Von 1991 bis 1993 hatte er dem Sejm in dessen I. Wahlperiode und von 1997 bis 2001 dem Senat der Republik Polen angehört.

## Leben und Beruf
Paweł Abramski studierte an der Universität Warschau Rechtswissenschaft und schloss das Studium 1979 ab. Anschließend arbeitete er in verschiedenen Unternehmen in leitender Position. Anfang der 1990er Jahre war er Direktor des deutsch-polnischen Jugendzentrums in Olsztyn. 2015 wurde er von der Universität Ermland-Masuren mit der Arbeit Działania plutonów specjalnych Armii Krajowej w obwodzie "Rajski Ptak" Wyszków-Wołomin-Radzymin Związku Walki Zbrojnej-Armii Krajowej w latach 1940-1944 über einen Aspekt des Kampfes der Polnischen Heimatarmee promoviert.

## Politik
1980 schloss Abramski sich der Solidarność an und wurde deren Rechtsberater. Er gehörte in den 1990er Jahren dem Stadtrat von Olsztyn an. Bei den ersten vollständig freien Wahlen 1991 wurde er für den Kongres Liberalno-Demokratyczny (KLD) in den Sejm gewählt. Dort gehörte er der Fraktion „Polski Program Liberalny“ an, die von der KLD dominiert wurde. Mit dem Scheitern der KLD an der Sperrklausel bei den Wahlen 1993 – die Partei erhielt nur 4,0 % der Stimmen – schied er aus dem Sejm aus. Durch den Zusammenschluss der KLD mit der Unia Demokratyczna wurde er 1994 Mitglied des Fusionsprodukts Unia Wolności und war bis 1997 deren Mitglied, als er sich der konservativen Stronnictwo Konserwatywno-Ludowe anschloss. Für diese wurde er im selben Jahr im Rahmen des Wahlbündnisses Akcja Wyborcza Solidarność in den Senat der Republik Polen gewählt. 2001 kandidierte er für sein eigenes Wahlkomitee, verpasste aber die Wiederwahl. Bei der Parlamentswahl 2019 kandidierte er für die Wolni i Solidarni auf der Liste Skuteczni, die aber mit lediglich 0,1 % der Stimmen deutlich den Einzug in den Sejm verpasste.